# Du rififi chez les hommes
Pour les articles homonymes, voir Rififi.
Pour plus de détails, voir Fiche technique et Distribution.
Du rififi chez les hommes est un film français réalisé par Jules Dassin, sorti en 1955.

## Synopsis
Tony le Stéphanois, ex-caïd, sort de prison au bout de cinq ans, affaibli par la tuberculose. Il veut se venger de son ex-compagne qui l'a laissé tomber et s'est maquée avec Pierre Grutter, patron d'une boîte de nuit, que Tony vient provoquer dans son établissement.
Déprimé, malade, pour se refaire et oublier, il prépare minutieusement avec ses amis Jo et Mario le cambriolage nocturne d'une bijouterie parisienne rue de la Paix. Assistés par César, un ami milanais de Mario, spécialiste des coffres, ils réussissent leur coup audacieux (dont la réalisation représente une bonne partie du film) mais manquent d'être repérés par la police qui a localisé la voiture volée pour faire le casse. 
Une imprudence de César met Pierre Grutter au courant de l'identité des auteurs du cambriolage dont tous les journaux parlent. Pour savoir où est le butin, qui représente 240 millions de francs d'alors et excite sa convoitise, il s'attaque à César, puis à Mario et à sa compagne qui refusent de parler et sont tués.
La bande des Grutter accentue la pression et enlève Tonio, le petit garçon de Jo pour forcer Tony à lui remettre les bijoux volés. Jo et Tony réussissent à se faire remettre une valise de billets par un receleur en échange des bijoux pour payer les Grutter. Puis Tony part dans tout Paris activer son réseau pour les retrouver, en vain. Dans la boîte de nuit de Grutter déserte, il trouve César captif, comprend et l'exécute pour avoir trahi. Le hasard lui fait rencontrer son ex-compagne, qui a quitté Grutter mais a entendu parler du kidnapping et pense savoir où la bande s'est planquée.
Tony se rend à la villa en construction en banlieue où l'enfant est retenu en otage, le délivre en abattant le frère de Pierre et téléphone à Jo pour l'avertir, mais trop tard : Jo, harcelé par Grutter au téléphone qui ne sait pas encore que Tony est passé, est parti pour livrer la valise de billets en échange de son fils. Tony laisse l'enfant dans un café et retourne à la villa de Pierre, mais ce dernier a abattu Jo et récupéré l'argent. Tony et Pierre Grutter se tirent dessus, le second est tué.  
Mais Tony est gravement blessé. Il part au volant d'une décapotable qui stationnait capote baissée devant la villa et utilise ses dernières forces pour ramener Tonio à sa mère avec la valise de billets. Arrivé en zigzaguant rue d'Annam au pied de l'immeuble de  Jo, il meurt effondré sur son volant pendant que la femme de Jo récupère l'enfant. Des badauds puis des policiers accourent, qui découvrent, à côté de Tony mort, la valise qu'ils s'apprêtent à ouvrir.

## Fiche technique
- Titre : Du rififi chez les hommes
- Titre anglais : Rififi
- Réalisation : Jules Dassin (premier film tourné en France par le réalisateur qui fuyait le maccarthysme)
- Scénario : Jules Dassin, René Wheeler et Auguste Le Breton, d'après le roman éponyme d'Auguste Le Breton aux éditions Gallimard
- Dialogue : Auguste Le Breton
- Assistant réalisateur : Patrice Dally, Jean-Jacques Vierne, Bernard Deflandre
- Musique : Georges Auric et Philippe-Gérard
- Direction musicale : Jacques Météhen
- Images : Philippe Agostini, assisté de André Domage et Raymond Lemoigne
- Opérateur : Jean-Marie Maillols, assisté de André Domage, Lemoigne et Chenglesy
- Montage : Roger Dwyre, assisté de Nadine Marquand et Denise de Casabianca
- Tournage du 22 septembre au 21 décembre 1954
- Décors : Auguste Capelier, Alexandre Trauner, Robert André et Gabriel Paris
- Costumes : Robes dessinées par Rosine Delamare et exécutées par Marcelle Desvignes
- Habilleuse : Henriette Ricard
- Son : Jacques Lebreton
- Recorder : Jean Philippe
- Perchman : Charles Akerman
- Maquillage : Anatole Paris, assisté de Marcelle Testard
- Tapissier : Roger Fresca
- Photographe de plateau : Raymond Bègue
- Script-girl : Renée Nitschke
- Régisseur général : Louis Manella, assisté de Jean Goiran
- Régisseur extérieur : Pierre Charron, assisté de Kougoucheff
- Accessoiriste : Maurice Terrasse et Charpeau
- Administrateur général : Wilhelmine Bérard
- Les joyaux sont de la maison Dusausoy (Paris)
- Les fourrures de chez Renel
- Production : Indus Films, Pathé Cinéma, Prima Films
- Directeur de production : René Gaston Vuattoux
- Chef de production : Henri Bérard
- Producteurs délégués : Henri Bérard, Pierre Cabaud, René Bézard
- Distribution : Pathé Consortium Cinéma
- Pays d'origine :  France
- Enregistrement sonore Western Electric Simo
- Tirage : Laboratoire Franay L.T.C Saint-Cloud
- Trucage : Lax
- Format : Noir et blanc — 1,37:1 — Monophonique — 35 mm
- Genre : Film noir, Policier
- Durée : 114 minutes
- Dates de sortie : 13 avril 1955 (France), 13 juillet 1999 (re-sortie France) Redistribué par Gaumont.
- Visa d'exploitation : 16012

## Distribution
- Jean Servais : Tony « le Stéphanois »
- Carl Möhner (VF : Roger Rudel) : Jo « le Suédois »
- Robert Manuel : Mario Ferrati
- Janine Darcey : Louise, épouse de Jo
- Pierre Grasset : Louis Grutter, dit « le Tatoué »
- Robert Hossein : Rémy Grutter, frère de Pierre
- Marcel Lupovici : Pierre Grutter, le patron de « L'Âge d'or »
- Dominique Maurin : Tonio, fils de Jo et de Louise
- Magali Noël : Viviane, la chanteuse de « L'Âge d'or »
- Marie Sabouret : Mado les Grands Bras
- Claude Sylvain : Ida Ferrati, épouse de Mario
- Perlo Vita : César « le Milanais »
- Armandel : un joueur de poker
- Alain Bouvette : le portier de « L'Âge d'or »
- Alice Garan : une fille
- Dalibert : un client de « L'Âge d'or »
- Jacques David : le commissaire
- Emile Genevois : Charlie, le fournisseur de came
- Marcelle Hainia : Suzanne, la femme de Frédo
- Lesieur : Frédo, le cafetier ami de Tony
- Daniel Mendaille : le veilleur de nuit
- Huguette Montréal : une fille
- Lita Reccio : la dame au bar, gardant le petit Tonio
- Fernand Sardou : un joueur de poker
- Jean Bellanger : un journaliste (non crédité)
- Jacques Besnard : un joueur de poker (non crédité)
- Teddy Bilis : l'homme qui apporte les 120 millions (non crédité)
- Jenny Doria : une fille (non créditée)
- René Hell : le vendeur de journaux (non crédité)
- Maryse Paillet : la mère de Charlie (non créditée)
- Marcel Rouzé : le premier agent (non crédité)
- Moustache : le batteur de l'orchestre (non crédité)

## Autour du film
- Le tournage a eu lieu à Paris (Rue du Louvre, Rue Pigalle, Rue d'Annam, passage Julien Lacroix, etc.), à Saint-Rémy-lès-Chevreuse (la villa de Pierre Grutter) et aux studios Photosonor à Courbevoie.
- La chanson Le Rififi a été écrite et composée par Jacques Larue et Philippe-Gérard et interprétée par Magali Noël aux éditions Les Auteurs Associés. Fred Buscaglione enregistrera en 1956 une version italienne de ce morceau.
- Les bijoux qui apparaissent dans le film sont des créations de la maison Dusausoy.
- La séquence du cambriolage reprend le « coup du parapluie » de Marius Jacob. Elle dure vingt-sept minutes sans aucun dialogue.

## Récompenses
- Festival de Cannes 1955 : Prix de la mise en scène (ex aequo)[1]
- Prix Méliès en 1955[2]
- Prix du Syndicat français de la critique de cinéma et des films de télévision : Meilleur film français [3]